# Seko

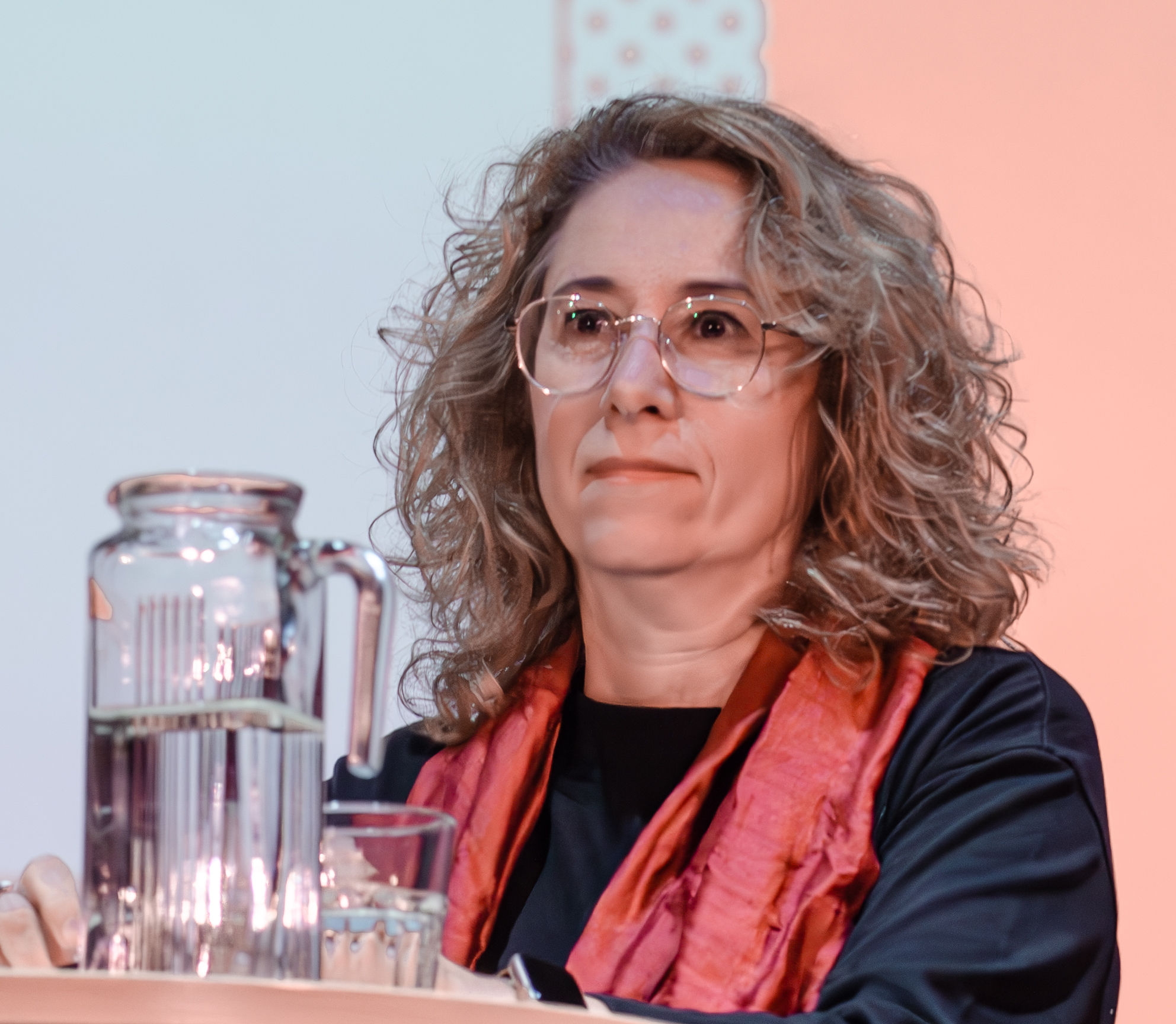
Gabriella Lavecchia i samtal på ABF i Stockholm 2024, med anledning av Peter Gustavssons nya bok Angreppet.

Seko – Service- och kommunikationsfacket (oftast endast Seko) är ett fackförbund inom Landsorganisationen (LO) som organiserar omkring 71 000 medlemmar (2019) inom de nio olika branscherna Civil, Energi, Försvar, Post, Sjöfolk, Tele, Trafik, Vård samt Väg och ban (läs mer i avsnittet "Branscher").

## Historia
Seko hette fram till 1995 Statsanställdas förbund (SF). SF bildades år 1970 genom en sammanslutning av åtta förbund inom Statstjänarkartellen, nämligen Civilförvaltningens personalförbund, Försvarsverkens civila personals förbund, Kraftverkens personalförbund, Svenska järnvägsmannaförbundet, Svenska postförbundet, Svenska teleförbundet, Svenska vårdpersonalförbundet och Svenska vägarbetareförbundet. Dessutom överfördes de statligt anställda inom Svenska elektrikerförbundet och Försäkringsfunktionärernas förbund. Statsanställdas förste ordförande blev Gustaf Kolare.
1996 uppgick även Svenska sjöfolksförbundet i Seko.

## Branscher

### Civil
Seko Civils medlemmar arbetar inom svensk statsförvaltning.
Många har sin arbetsplats inom högskolan där förbundet bland annat organiserar tekniker, administrativ personal och lokalvårdare. Andra arbetsgivare är myndigheter, museer, länsstyrelser. Även de delar av myndigheterna som har bolagiserats, till exempel Lernia och fastighetsförvaltaren Akademiska Hus återfinns bland arbetsgivarna. Omkring 5 700 medlemmar.

### Energi
Sekomedlemmarna finns huvudsakligen inom olika elproduktions- och eldistributionsföretag. Vattenfall AB är den största arbetsgivaren. Seko organiserar i princip alla yrkeskategorier inom branschen, och antalet medlemmar är ungefär 4 000.

### Försvar
Medlemmarna finns inom Försvarsmakten och andra försvarsmyndigheter, och de övriga inom försvarsindustrin. Det är de civilanställda som utgör förbundets medlemsgrupper inom försvaret. Cirka 2 100 medlemmar.

### Post
I postbranschen har Seko ungefär 13 200 medlemmar. Majoriteten av dessa har Postnord som arbetsgivare. Men eftersom postverksamheten är avreglerad sedan början av 1990-talet har många nya företag på senare tid dykt upp inom lokal brevbäring; störst av dem är Citymail.

### Sjöfolk
Sjöfolket har funnits med i Seko sedan 1996 i den rikstäckande branschavdelningen Seko sjöfolk. Medlemmarna återfinns inom två huvudområden, färjetrafiken och den så kallade utesjöfarten, i yrken såsom matroser, motormän, kockstewartar, servitörer och ekonomibiträden. Sjöfart har cirka 4 500 medlemmar.

### Trafik
Medlemmarna finns till stor del inom spårtrafikområdet; lokförare, tågvärdar och underhållspersonal är stora medlemsgrupper. Inom luftfarten finns en grupp medlemmar vid flygplatserna, och inom Sjöfartsverkets område finns bland annat båtmännen. Trafikbranschen består av omkring 11 300 medlemmar.

### Tele
Telekommunikationsbranschen inom Seko har ungefär 14 000 medlemmar. Till den här kategorin hör även medlemmar som arbetar inom IT-området. Hela branschen har under de senaste åren haft en mycket stark utveckling.

### Vård
Huvuddelen av medlemmarna finns inom kriminalvården. Kriminalvårdare är den största medlemsgruppen. Andra delar inom branschen är Rättsmedicinalverket med de rättspsykiatriska klinikerna samt vårdinstitutioner inom ungdomsvård och missbrukarvård under Statens institutionsstyrelse. Cirka 4 300 medlemmar.

### Väg och ban
Seko har omkring 16 200 medlemmar som arbetar med byggande och underhåll av bland annat vägar, järnvägar inom både privata och statliga företag. Hälften av de privatanställda medlemmarna finns inom NCC, Skanska och Peab.

## Förbundsordförande
- Gunnar Erlandsson (1995–1998)
- Sven-Olof Arbestål (1998–2002)
- Janne Rudén (2002–2017)
- Valle Karlsson (2017–2021)
- Gabriella Lavecchia (sedan 2021)[4]

## Sekos a-kassa
Arbetslöshetskassan för service och kommunikation, ofta Sekos a-kassa, har medlemmar från nio olika branscher (se ovan), de allra flesta med staten som ursprunglig arbetsgivare. Kassan hade 76 604 medlemmar den 31 december 2019.